# Мурашов, Евгений Игоревич
Евге́ний И́горевич Мурашо́в (укр. Євген Ігорович Мурашов; род. 9 мая 1995, Кременчуг, Полтавская область) — украинский футболист, нападающий

## Игровая карьера
Воспитанник МФК «Кремень» (Кременчуг). Выступал в юношеском составе донецкого «Шахтёра». В июле 2013 года стал футболистом одесского «Черноморца». В сезоне 2013/14 годов сыграл за юношеский состав этого клуба 20 игр, забил 6 голов. Следующий сезон начинал в молодёжной команде «моряков».
8 апреля 2015 года провёл первый поединок в основном составе «Черноморца». В ответном матче 1/4 финала Кубка Украины против днепропетровского «Днепра» Мурашов вышел в стартовом составе, где занял позицию под нападающим Вадимом Яворским.
В украинской Премьер-лиге дебютировал 3 мая того же года в игре против того же «Днепра», заменив во втором тайме Дениса Васина. Начиная с этого матча стал регулярно появляться в составе первой команды одесситов.